# Oliver La Farge
Oliver Hazard Perry La Farge II (New York, 19 dicembre 1901 – Albuquerque, 2 agosto 1963) è stato uno scrittore e antropologo statunitense vincitore del Premio Pulitzer nel 1930 per il romanzo Laughing Boy.

## Biografia
Nato a New York nel 1901 da Christopher Grant La Farge e Frances Bayard, si laurea all'Università di Harvard in Antropologia nel 1929.
Comincia presto ad interessarsi a civiltà precolombiane come gli Olmechi e i Maya per poi concentrare i propri studi sui Nativi americani che resteranno il suo principale campo di ricerca e ai quali dedicherà molte delle sue opere impegnandosi anche nella difesa dei loro diritti.
È autore di numerosi saggi, racconti, un'autobiografia e alcuni romanzi tra i quali il vincitore del Premio Pulitzer nel 1930 Laughing Boy (trasposto in film 4 anni più tardi). Suoi articoli sono apparsi in quotidiani e riviste quali il The New Mexican e il New Yorker.
Muore ad Albuquerque, nel Nuovo Messico, il 2 agosto 1963 e viene seppellito a Santa Fe.

## Vita privata
Sposatosi due volte, ha avuto due figli dalla prima moglie Wanden Matthews: Povy e Oliver Albee (il futuro cantautore Peter La Farge) e uno dalla seconda sposa Consuelo Otile Baca: John Pendaries "Pen".

## Opere

### Romanzi
- Laughing Boy (1929)
- Sparks Fly Upward (1931)
- The Enemy Gods (1937)

### Racconti
- All the Young Men (1935)
- A Pause in the Desert (1957)
- The Man With the Calabash Pipe (1966)

### Biografie
- Raw Material (1945)

### Saggi
- Tribes and Temples con Frans Blom (1926-27)
- The Year Bearer's People con Douglas Byers (1931)
- Introduction to American Indian Art con John French Sloan (1931)
- Long Pennant (1933)
- An Alphabet for Writing the Navajo Language (1940)
- The Changing Indian  (1942)
- The Copper Pot (1942)
- War Below Zero: The Battle for Greenland con Bernt Balchen e Corey Ford (1944)
- Santa Eulalia: The Religion of a Cuchumatan Indian Town (1947)
- The Eagle in the Egg (1949)
- Cochise l'eroe dell'Arizona (Cochise of Arizona) (1953), Firenze, Marzocco, 1955
- The Mother Ditch (1954)
- Il mondo degli indiani (A Pictorial History of the American Indian) (1956), Milano, Mondadori, 1961
- Behind the Mountains (1956)
- Santa Fe: The Autobiography of a Southwestern Town con Arthur N. Morgan (1959)
- The Door in the Wall (1965)

## Filmografia parziale
- Laughing Boy (1934) regia di W. S. Van Dyke (soggetto)
- La moglie indiana (Behold My Wife) (1934) regia di Mitchell Leisen (sceneggiatura)